# Йозеф Карл Зульцбаський
Йозеф Карл Зульцбаський, повне ім'я Йозеф Карл Емануель Август Зульцбаський (нім. Joseph Karl Emanuel August von Pfalz-Sulzbach; 2 листопада 1694, Зульцбах — 18 липня 1729, Оґерсгайм) — німецький шляхтич з роду Віттельсбахів, пфальцграф та наслідний принц Зульцбаху, старший син Теодора Есташа Зульцбаського та Марії Елеонори Гессен-Ротенбурзької. Кавалер Ордена Золотого руна.

## Біографія

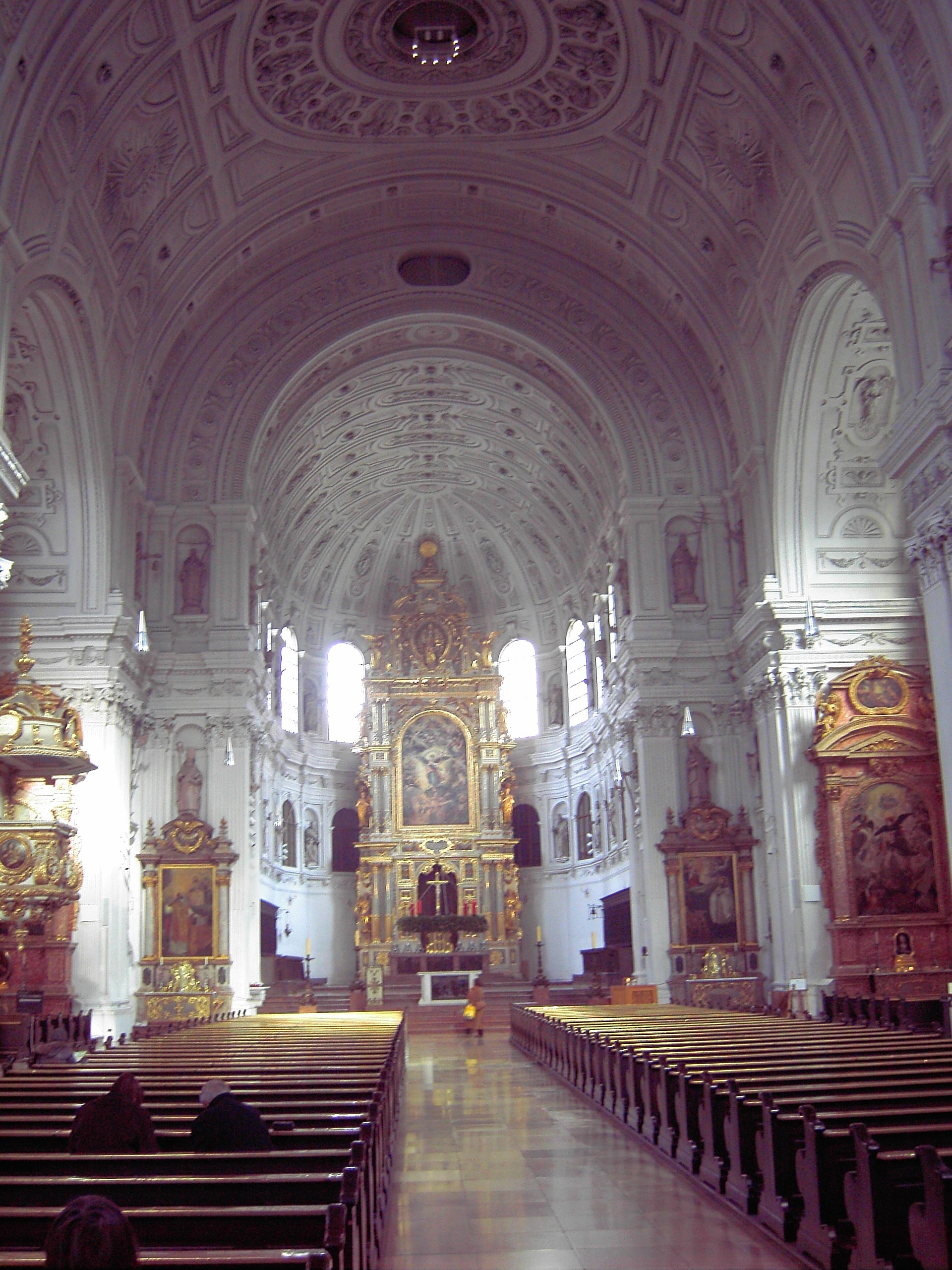
Собор св. Михайла

Йозеф Карл народився 2 листопада 1694 року в Зульцбаху. Він став першим сином і другою дитиною в родині спадкоємця герцогського престолу Зульцбаху Теодора Есташа та його дружини Марії Елеонори Гессен-Ротенбурзької. Всього у принца було п'ять сестер, дві з яких стали черницями, і три брати, два з яких померли у ранньому віці. 1708 року його батько успадкував Зульцбахський престол.
2 травня 1717 року Йозеф Карл у Інсбруку побрався із Єлизаветою Нойбурзькою. У шлюбі народилося семеро дітей, з яких дорослого віку досягли лише три доньки.
Єлизавета померла 30 січня 1728 року при народженні молодшого сина. Йозеф пережив її лише на півтора року. Був похований у соборі св. Михайла у Мюнхені.
Їхніх доньок забрав на виховання Теодор Есташ. Наслідним принцом Зульцбаху став брат Йоганн Крістіан. Він успадкував титул 1732 року. 

## Родина
Дружина — Єлизавета Нойбурзька
Діти: 
- Карл Філіп (17 березня—31 березня 1718 або 1724) — помер у дитинстві.
- Інноченца Марія (7 травня 1719) — померла після народження.
- Єлизавета Марія (1721—1794) — одружена з курфюрстом Баварії Карлом IV Теодором, мала з ним єдиного сина, що прожив лише день.
- Марія Анна (1722—1790) — одружена з принцом Баварським Клеменсом Францем, діти  померли у ранньому віці.
- Марія Франциска (1724—1794) — одружена з пфальцграфом Цвайбрюкен-Біркенфельдським Фрідріхом Міхаелем, мала із ним п'ятеро дітей і позашлюбного сина.
- Карл Філіп Август (1725—1728) — помер у дитинстві.
- син (30 січня 1728)